# 昭和建産
昭和建産株式会社（しょうわけんさん）は、群馬県邑楽町に本社を置く自動ドアのメーカーである。
1990年1月に三和シヤッター工業の資本が入り、持分法適用非連結子会社となった。
自動ドアは「ミリオン」の商標で販売している。